# José de Maturana
José de Maturana nació en Buenos Aires, Argentina, el 15 de mayo de 1884, de padres españoles, fue un poeta y dramaturgo argentino, de ideología anarquista.

## Obra poética
Desde muy joven se dedicó al periodismo y a la propaganda de los ideales anarquistas. Adolescente aún, publicó un pequeño libro de versos, Cromos (1901) que lo reveló espontáneo manejador de tropos y de rimas. Frecuentó desde entonces los teatros, cafés y otros cenáculos literarios de la época, en los cuales se hablaba acaloradamente sobre modernismo y anarquía. 
Después de su primer libro publicó en 1902 nuevos tomos de versos: Lucila, Poemas de Color y Las fuentes del camino. En 1905 fundó junto con Juan Más y Pi la revista Nuevos caminos. En 1909 entró como redactor en el periódico anarquista La Protesta Humana. Viajó por Europa y recogió sus impresiones de viaje juntamente con otros relatos en prosa en el libro El balcón de la vida de 1911 y publicó en Madrid el volumen Naranjo en flor (1912) una nueva serie de versos.
Volvió de España enamorado de las costas españolas y con gran estimación por la obra literaria de ese país. Por aquellos años afloró su vocación dramática, aunque siguió siendo poeta en este nuevo género. José de Maturana dignificó el repertorio del teatro argentino con piezas que le valieron, sino prolongados éxitos, inteligentes aplausos.
Empezó su obra teatral con un sainete realista, ¡Qué calor con tanto viento! Que no era mejor ni peor que otros de la misma especie, muy celebrados por el público. Más alto nivel marcaron sus obras El campo alegre y La flor del trigo, en las cuales alentaba ya el soplo de la poesía eglógica que inspiró más tarde los dramas en verso La flor silvestre y Canción de invierno. Su poema rústico en tres jornadas Canción de primavera se considera como uno de los más justos éxitos del teatro poético argentino.
Ricardo Rojas lo recordaba así años después de su muerte: 
su silueta romántica: los ojos negros siempre absortos, las descarnadas manos siempre gesticulantes, la corbata oscura y suelta, como el cabello que ponía un halo de ensueño a su ancha frente pálida. El explosivo nombre de Kropotkin alternaba en sus labios con el melodioso nombre de Rubén Darío, a quien como todos los poetas jóvenes, admiraba.

## Valoración
Álvaro Yunque lo consideraba uno de los tres principales poetas del anarquismo, junto a Roberto Ghiraldo y Federico Gutiérrez. El crítico Ricardo Rojas expresó sobre Maturana:

”Si por sus poesías líricas Maturana es un poeta agradable aunque de no acentuada originalidad, en cambio su personalidad es característica dentro del teatro criollo, porque recogió la antorcha del drama poético, muriente ya en Coronado. … La versificación de Maturana en sus poemas líricos me parece superior a la de sus piezas dramáticas, aunque ésa se advierte en estas alguna preciosidad modernista. Desde el punto de vista simplemente teatral, sus dramas son poco vigorosos por sus caracteres y de arquitectura endeble en cuanto a la composición escénica. Como posición estética su gusto fluctúa entre el sentimentalismo romántico de las situaciones, el color realista del ambiente y la libertad modernista del diálogo.

Luego de una enfermedad que le tuvo en cama durante más de un año, falleció en Córdoba el 7 de junio de 1917, a los 33 años de edad. Una calle del barrio de Monte Castro de Buenos Aires lleva su nombre en su homenaje.